# 摩西·溫伯格
摩西·溫伯格（希伯來語：‎，羅馬化：Moshe Weinberg，1939年9月19日—1972年9月5日）是一名以色列男子摔跤運動員，曾任國家隊教練以及特拉維夫哈普爾俱樂部的教練。
他的職業生涯始於海法工人。他曾是以色列青年摔跤冠軍。他也曾連續八年獲得成人摔跤中量級冠軍。在1965年馬加比厄運動會中，他贏得古典式摔跤的金牌。
之後，他成為溫蓋特學院的認證教練，並擔任此職達五年之久。
他以國家摔跤教練的身份被派往參加1972年夏季奧林匹克運動會。在被稱為慕尼黑慘案的事件中，11名以色列隊員被巴勒斯坦恐怖分子殺害，他是其中之一。

## 逝世
1972年9月5日凌晨，黑色九月組織的八名成員進入慕尼黑奧運村，闖入位於康諾利街31號的1號公寓，裡面住著以色列奧運代表隊的五名教練和兩名裁判。當恐怖份子闖入公寓時，溫伯格在附近的臥室遇到該組織的領導人盧提夫·阿菲夫，他自己的母親是猶太人，父親則是來自拿撒勒的阿拉伯基督徒富商。溫伯格拿起附近的一把水果刀，在砍中阿菲夫後被射穿臉頰，他的左胸口袋被劃開，但沒有傷及皮肉。
受傷的溫伯格被恐怖分子用槍指著，命令他帶他們去以色列人所在的地方。溫伯格帶著恐怖份子走過2號公寓，那裡是劍擊手、射擊手和田徑運動員的住處，而將他們帶到3號公寓，那裡是以色列舉重選手和摔跤選手的住處。
然而，3號公寓的六名運動員出其不意地被恐怖分子擄走。當人質被押回官員公寓時，溫伯格再次襲擊入侵者，將其中一名成員穆罕默德·薩法迪打昏，並讓他的一名摔跤手蓋德·索巴利從地下停車場逃走。恐怖分子射殺了溫伯格，然後把他的屍體扔到街上。在將人質移至教練公寓時，舉重選手約瑟夫·羅曼企圖抵抗恐怖份子，恐怖份子將他殺害。其餘九名人質隨後也在慕尼黑慘案中被殺。9月6日，阿提夫和其他四名恐怖分子被德國狙擊手射殺。
溫伯格的表弟卡梅爾·艾利亞希（在1972年慕尼黑奧運會時是提拉特卡爾邁勒的市長）在奧運會翌日的公開紀念儀式上心臟病發。
溫伯格的演員兒子古利·溫伯格在2005年電影《慕尼黑》中飾演父親的角色。